# Bíblia Hebraica Stuttgartensia
La Bíblia Hebraica Stuttgartensia (en llatí, que significa «Bíblia hebrea de Stuttgart»), abreujada a petició dels editors com a «BHS», és una edició de la Bíblia en hebreu publicada per la societat bíblica alemanya, la Deutsche Bibelgesellschaft, a Stuttgart (Alemanya). Els editors foren Karl Elliger i Wilhelm Rudolph. La masora ha estat editada per Gérard Weil.

## Autoritat de la versió
La Bíblia Hebraica Stuttgartensia és la quarta edició de la Bíblia hebraica de Rudolf Kittel (de 1937). És una edició diplomàtica del text del manuscrit bíblic que es troba a la biblioteca pública de Sant Petersburg (l'anomenat «Còdex de Leningrad», classificat sota el número B 19a). Sota els auspicis de la Societat bíblica alemanya, la BHS es publicà en fascicles entre els anys 1967 a 1976 i en un sol tom el 1977 a Stuttgart, d'aquí que s'anomeni Bíblia de Stuttgart o «Stuttgartensia». És una edició que ha estat àmpliament difosa en ser considerada tant per jueus com per cristians com una edició fiable dels escrits sagrats hebreus i arameus (la «Tanakh» en la terminologia jueva, «l'Antic Testament» en la terminologia cristiana, i és molt usada entre els erudits tant per l'estudi com per base de traducció a altres idiomes.

## Novetats en relació amb la Bíblia Hebraica de Kittel
Els cambis més importants de la BHS en relació amb la Bíblia Hebraica de Kittel (abreviada normalment amb "BH") són, segons diuen els editors, en els prolegomena:
1. Canvi del tipus de lletra (perquè quan van bombardejar Leipzig, durant la Segona Guerra Mundial, es van destruir els caràcters hebreus que va utilitzar Kittel).
2. El text busca ser més fidel al manuscrit L (Codex Leningradensis). Per això deixa de corregir fins i tot els errors dels copistes (només els comenta en l'aparat crític). De totes les maneres, els editors es van permetre d'afegir o llevar alguns caràcters, però que, llegint la introducció, és fàcil descobrir-los.
3. Presenta la masora que es troba en el manuscrit L completa. La masora són els comentaris que els masoretes (Cf. masoreta) feien del text bíblic. Dalt de la paraula que volien comentar escrivien un cercle menut (circellus en llatí), i eixa paraula era comentada al marge. El comentari, normalment, diu quantes vegades apareix eixa paraula en tota la Bíblia o en el llibre, o si apareixia només una vegada (cosa que es coneix amb el nom grec d'hàpax). Este comentari al marge es diu masora parva (que en llatí vol dir masora menuda). Després, dalt o baix del text, escrivien els passatges de la Bíblia on es troben estes repeticions. Este comentari es diu masora magna (és a dir, masora gran). El problema és que, fins a quasi el Renaiximent, no existia la divisió de la Bíblia com la tenim avui, amb capítols i versicles. Per exemple, en comptes de dir "Gènesi 1, 1" es deia: "בְּרַא שִׁית בָּרָא אֱלֹהִים". El problema d'este sistema és que s'ha de conèixer la Bíblia de memòria. Tornant a la BHS: Gérard Weil transcriu la masora parva al marge del text bíblic (com apareix en el manuscrit), encara que busca unificar algunes coses perquè siga més fàcil d'entendre. Però la masora magna la va publicar en un volum a part editat pel Pontifici Institut Bíblic. En este volum, entre altres coses, no solament va transcriure el treball dels masoretes, sinó que va afegir també la nomenclatura actual de les cites bíbliques, de manera que és més fàcil de trobar les cites.
4. L'aparat crític de la BHS és completament nou en relació amb la BH de Kittel. Avuí en dia, es coneixen més manuscrits que a principis del segle xx (i no són pocs). Però també la ciència de la crítica textual ha avançat molt.

Cal afegir que la Deutsche Bibelgeselschaft està preparant una nova edició de la Bíblia Hebraica que es dirà Bíblia Hebraica Quinta (BHQ). Està eixint en llibrets conforme s'acaba cada llibre, però pensen que s'acabarà cap al 2015.